# Champforgeuil
Champforgeuil là một xã ở tỉnh Saône-et-Loire trong vùng Bourgogne-Franche-Comté nước Pháp.

## Thông tin nhân khẩu
Theo điều tra dân số năm 1999, xã này có dân số 2.185.
Ước tính dân số năm 2007 là 2.269.